# Liste der Biografien/Kras
Liste der Biografien |
Portal Biografien |
Personensuche
# |
A |
B |
C |
D |
E |
F |
G |
H |
I |
J |
K |
L |
M |
N |
O |
P |
Q |
R |
S |
T |
U |
V |
W |
X |
Y |
Z |
?
 
Ka |
Kb |
Kc |
Kd |
Ke |
Kf |
Kg |
Kh |
Ki |
Kj |
Kl |
Km |
Kn |
Ko |
Kp |
Kr |
Ks |
Kt |
Ku |
Kv |
Kw |
Ky |
Kx |
Kz
 
Kra |
Krb |
Krc |
Kre |
Krg |
Krh |
Kri |
Krj |
Krk |
Krl |
Krm |
Krn |
Kro |
Krp |
Krs |
Krt |
Kru |
Kry |
Krz
 
Kraa |
Krab |
Krac |
Krad |
Krae |
Kraf |
Krag |
Krah |
Krai |
Kraj |
Krak |
Kral |
Kram |
Kran |
Krap |
Krar |
Kras |
Krat |
Krau |
Krav |
Kraw |
Krax |
Kray |
Kraz
Die Liste der Biografien führt alle Personen auf, die in der deutschsprachigen Wikipedia einen Artikel haben. Dieses ist eine Teilliste mit 215 Einträgen von Personen, deren Namen mit den Buchstaben „Kras“ beginnt.

## Kras

### Krasa
- Krása, Hans (1899–1944), tschechisch-deutscher Komponist
- Krasa, Minna (1876–1948), Pionierin der österreichischen Arbeiterinnenbewegung
- Krasa, Nikolaus (* 1960), österreichischer römisch-katholischer Priester und Generalvikar der Erzdiözese Wien
- Krasa, Otto (1890–1972), deutscher Prähistoriker
- Krasa-Florian, Selma (1927–2014), österreichische Kunsthistorikerin, Kuratorin und Autorin
- Krasaeyan, Juttaporn (* 1971), thailändische Kugelstoßerin chinesischer Herkunft
- Krasanovsky, Josef Maria (* 1976), österreichischer Theaterregisseur
- Krasauskienė, Genoveita (* 1952), litauische Politikerin
- Krasavac, Vladan (* 1971), serbisch-bosnischer Handballspieler
- Krasavice, Katja (* 1996), deutsche Webvideoproduzentin, Sängerin, Rapperin und AutorinKatja Krasavice (* 1996)

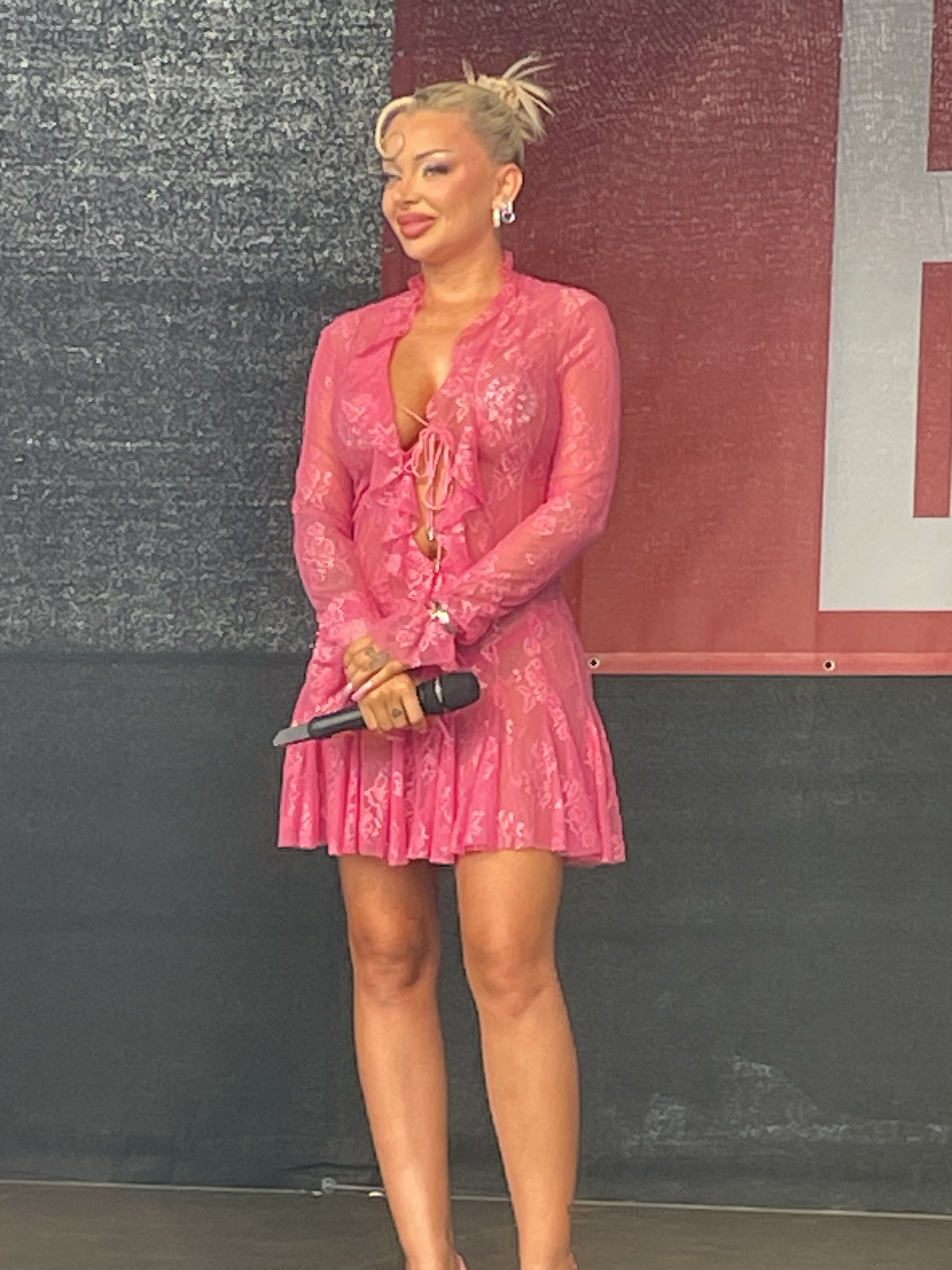
Katja Krasavice (* 1996)

### Krasb
- Krasberg, Carl (1946–2024), deutscher Künstler und Hochschullehrer
- Krasberg, Ulrike (* 1950), deutsche Ethnologin

### Krasc
- Kraschel, Nelson G. (1889–1957), US-amerikanischer Politiker (Demokratische Partei) und der 27. Gouverneur des Bundesstaates Iowa (1937–1939)
- Krascheninnikow, Fjodor Gennadjewitsch (* 1976), russischer Politologe und Publizist
- Krascheninnikow, Stepan Petrowitsch (1711–1755), russischer Entdecker und Geograf
- Kraschina, Gerhard (* 1956), deutscher Fußballspieler
- Kraschl, Dominikus (* 1977), österreichischer Philosoph und Theologe
- Kraschutzki, Heinz (1891–1982), deutscher Pazifist

### Krase
- Krase, Joachim (1925–1988), deutscher Offizier und Nachrichtendienstler
- Krasemann, Anna (* 1998), deutsche Schauspielerin
- Krasemann, Ernst-Otto (1923–2014), deutscher Mediziner und Hochschullehrer
- Krasenbrink, Josef (1933–2008), deutscher Theologe, Ordensmann, Historiker
- Krasenkow, Michał (* 1963), russisch-polnischer Schachspieler
- Krasensky, Hans (1903–2006), österreichischer Wirtschaftspädagoge

### Krash
- Krashen, Stephen (* 1941), US-amerikanischer Linguist, Didaktiker und Aktivist

### Krasi
- Krasić, Miloš (* 1984), serbischer FußballspielerMiloš Krasić (* 1984)

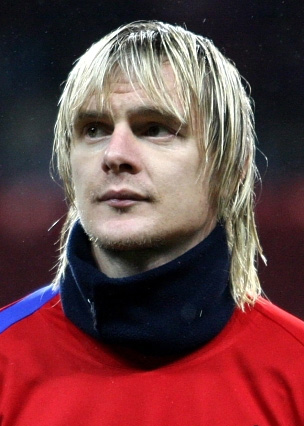
Miloš Krasić (* 1984)

- Krasicki, Ignacy (1735–1801), polnischer Geistlicher und Schriftsteller
- Krasikov, Sana (* 1979), US-amerikanische Schriftstellerin
- Krasilnikau, Andrei (* 1989), belarussischer Straßenradrennfahrer
- Krasilová, Olga (* 1925), tschechoslowakische Skilangläuferin
- Krasiļščikova, Aelita (* 2008), lettische Skispringerin
- Krasińska, Małgorzata (* 1938), polnische Zoologin
- Krasiński, Adam Stanisław (1714–1800), polnischer Geistlicher, römisch-katholischer Bischof, Adliger und Kronsekretär
- Krasiński, Janusz (1928–2012), polnischer Dramatiker, Dramaturg, Drehbuch- und Hörspielautor, Essayist und Journalist
- Krasinski, John (* 1979), US-amerikanischer Schauspieler, Filmproduzent, Drehbuchautor und FilmregisseurJohn Krasinski (* 1979)

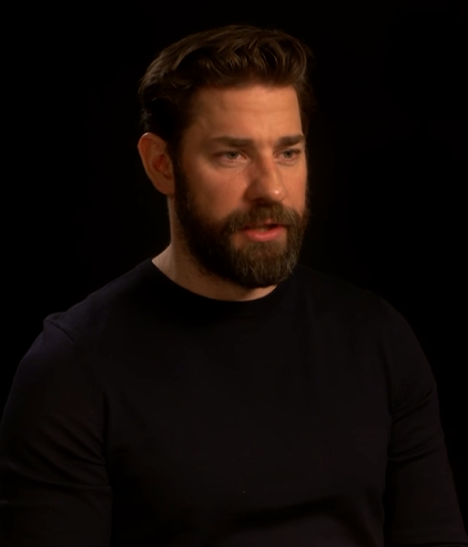
John Krasinski (* 1979)

- Krasiński, Zbigniew (1938–2022), polnischer Zoologe
- Krasiński, Zygmunt (1812–1859), polnischer Dichter und Dramatiker

### Krask
- Kraska McKone, Oskar (* 2000), deutscher Schauspieler
- Kraska, Hilde (1921–2018), deutsche Tischtennisspielerin
- Kraska, Jerzy (* 1951), polnischer Fußballspieler
- Kraska, Pjotr (1946–2016), Schweizer Aktionskünstler, Schriftsteller, bildender Künstler, Behördenkritiker und Zürcher Stadtoriginal
- Kraske, Cornelia (* 1969), deutsche Modedesignerin und Kostümbildnerin
- Kraske, Hans (1893–1976), deutscher Chirurg
- Kraske, Konrad (1926–2016), deutscher Politiker (CDU), MdB
- Kraske, Michael (* 1972), deutscher Journalist und Buchautor
- Kraske, Paul (1851–1930), deutscher Chirurg, Sanitätsoffizier und Hochschullehrer
- Kraske, Peter (1923–2019), deutscher evangelischer Theologe
- Krasker, Robert (1913–1981), australischer Kameramann
- Kraskewitz, Alex (1936–2021), deutscher Fußballspieler
- Krasko, Ivan (1876–1958), slowakischer Dichter und Schriftsteller
- Krasko, Oksana (* 1995), ukrainische Billardspielerin
- Krasko, Olga Jurjewna (* 1981), russische Schauspielerin
- Kraśko, Wincenty (1916–1976), polnischer Politiker, Mitglied des Sejm (PZPR), Vize-Ministerpräsident
- Kraskowski, Pawel Dmitrijewitsch (* 1996), russischer Eishockeyspieler

### Krasl
- Krásl, František Borgia (1844–1907), böhmischer Geistlicher, Politiker, Kirchenhistoriker und Schriftsteller

### Krasm
- Krasmann, Susanne (* 1961), deutsche Soziologin und Kriminologin

### Krasn
- Krasna, Maria (1909–2011), deutsche Schauspielerin und Hörspielsprecherin
- Krasna, Norman (1909–1984), US-amerikanischer Drehbuchautor, Bühnenautor, Filmproduzent und Filmregisseur
- Krasnapolsky, Wilhelm (1834–1912), deutscher Schneider, Kaufmann und Hotelier
- Krasner, Isaac, US-amerikanischer Nachwuchsschauspieler
- Krasner, Lee (1908–1984), US-amerikanische Malerin und Collage-KünstlerinLee Krasner (1908–1984)

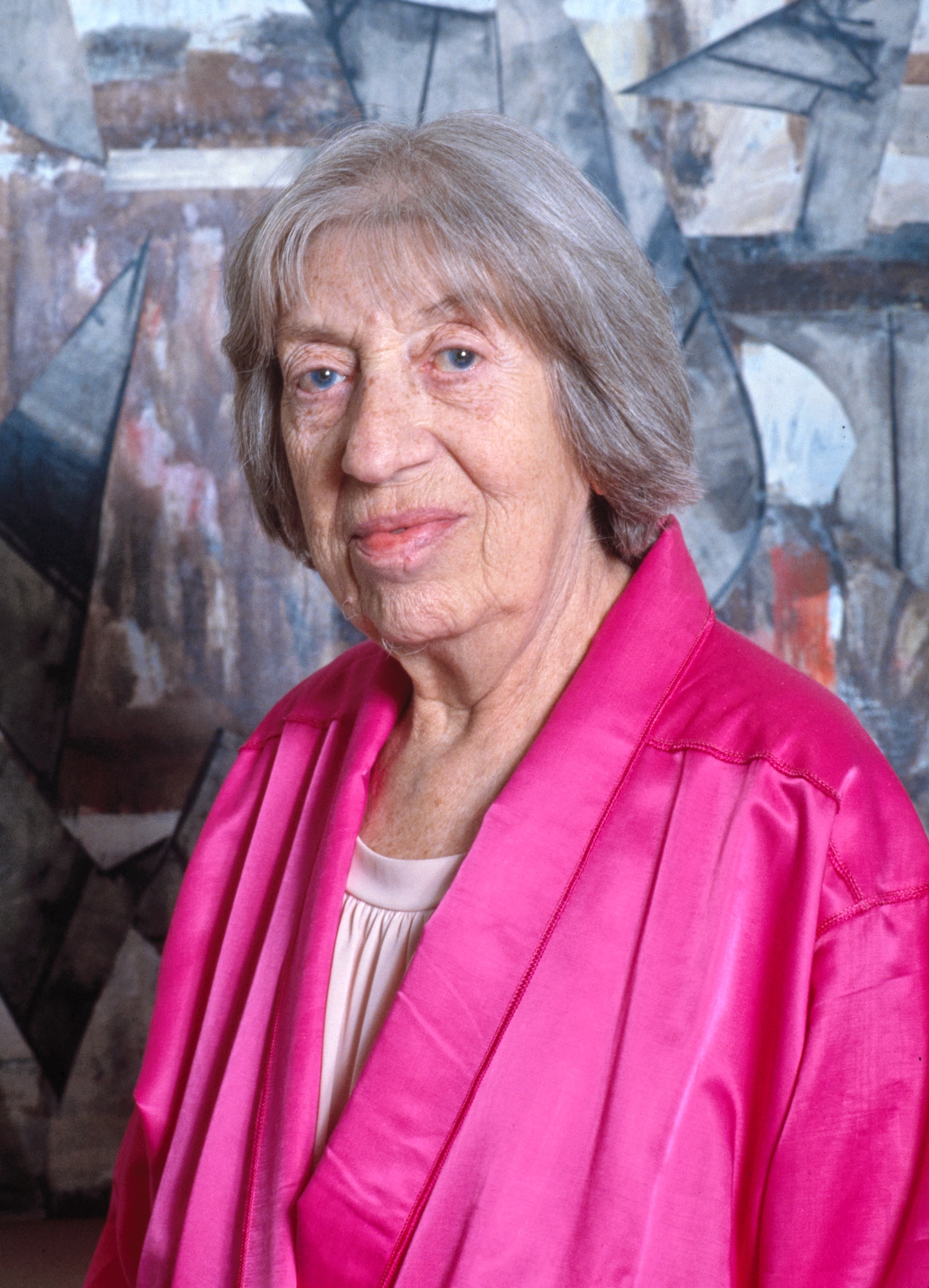
Lee Krasner (1908–1984)

- Krasner, Louis (1903–1995), US-amerikanischer Geiger und Musikpädagoge ukrainischer Herkunft
- Krasner, Marc (1912–1985), französischer Mathematiker
- Krasner, Milton R. (1904–1988), US-amerikanischer Kameramann
- Krasner, Stephen D. (* 1942), US-amerikanischer Politologe
- Krasney, Otto Ernst (1932–2022), deutscher Richter, Vizepräsident des Bundessozialgerichts
- Krasnickas, Jurgis (1957–2020), litauischer Politiker, Bürgermeister von Alytus
- Krasnikowa, Natella Archipowna (* 1953), sowjetische Hockey-Spielerin
- Krasniqi, Adrian (1972–1997), kosovo-albanischer Kommandant
- Krasniqi, Albin (* 2003), Schweizer Fussballspieler
- Krasniqi, Ali (1952–2024), kosovarischer Filmeditor, Autor und Aktivist
- Krasniqi, Ardian (* 1996), deutscher Boxsportler
- Krasniqi, Bledian (* 2001), schweizerisch-kosovarischer Fussballspieler
- Krasniqi, Bleron (* 2002), kosovarisch-deutscher Fußballspieler
- Krasniqi, Distria (* 1995), kosovarische Judoka
- Krasniqi, Erion (* 2002), kosovarischer Fußballspieler
- Krasniqi, Ermal (* 2005), kosovarischer Fußballspieler
- Krasniqi, Jakup (* 1951), kosovarischer Politiker
- Krasniqi, Jetmir (* 1995), kosovarischer Fußballspieler
- Krasniqi, Kamer (* 1996), kosovarischer Fußballspieler
- Krasniqi, Leke (* 2000), österreichisch-serbischer Fußballspieler
- Krasniqi, Leomend (* 2000), österreichischer Fußballspieler
- Krasniqi, Liridon (* 1992), albanischer FußballspielerLiridon Krasniqi (* 1992)

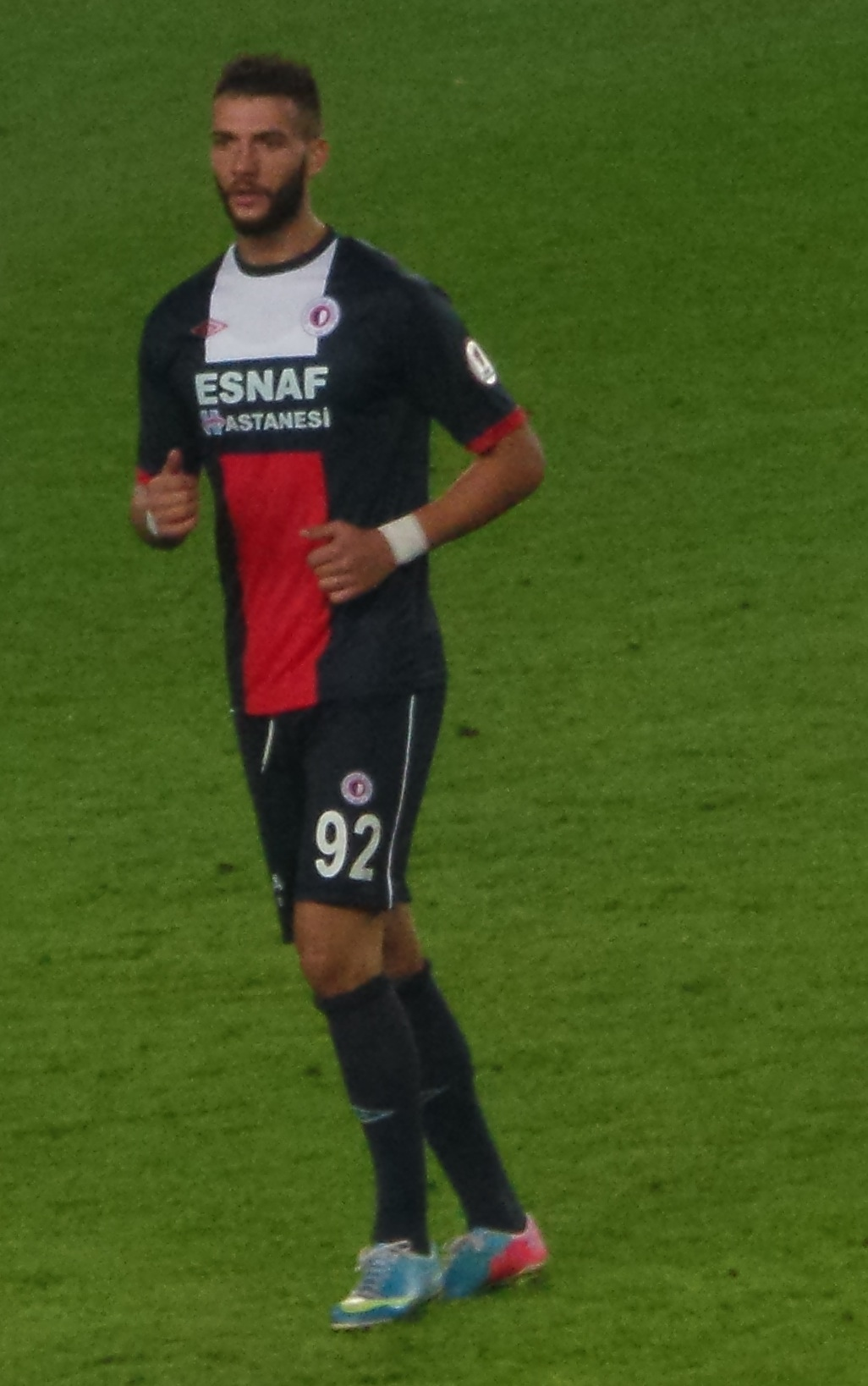
Liridon Krasniqi (* 1992)

- Krasniqi, Luan (* 1971), deutsch-albanischer Boxer
- Krasniqi, Mazhar (1931–2019), neuseeländischer muslimischer Gemeindeleiter
- Krasniqi, Memli (* 1980), kosovarisch-albanischer Rapper, Songwriter und Politiker
- Krasniqi, Robin (* 1987), deutscher Boxer
- Krasnitzky, Kay (1914–1978), österreichischer Maler
- Krasnizki, Gennadi Alexandrowitsch (1940–1988), sowjetischer Fußballspieler und -trainer
- Krasnjaschtschych, Andrij (* 1970), ukrainischer russischsprachiger Schriftsteller, Philologe und Herausgeber
- Krasnodębski, Zdzisław (* 1953), polnischer Politiker
- Krasnogolowy, Hilde (1919–2010), deutsche Funktionärin, Abteilungsleiterin des ZK der SED
- Krásnohorská, Eliška (1847–1926), tschechische Schriftstellerin
- Krasnoo, Michele (* 1974), US-amerikanische Schauspielerin
- Krasnopolski, Evgeni (* 1988), israelischer Eiskunstläufer
- Krasnopolski, Horaz (1842–1908), österreichischer Jurist
- Krasnoruzkaja, Lina Wladimirowna (* 1984), russische Tennisspielerin
- Krasnoruzki, Alexander Wladimirowitsch (* 1987), russischer Tennisspieler
- Krasnoselski, Mark Alexandrowitsch (1920–1997), sowjetischer Mathematiker
- Krasnoselski, Wadim Nikolajewitsch (* 1970), transnistrischer Politiker, Präsident Transnistriens
- Krasnoslobodzew, Wadim (* 1983), kasachischer Eishockeystürmer
- Krasnow, Alexander Gennadjewitsch (* 1960), sowjetischer Radrennfahrer, Olympiasieger im Radsport
- Krasnow, Andrei Iwanowitsch (* 1994), russischer Skilangläufer
- Krasnow, Igor Wiktorowitsch (* 1975), russischer Jurist
- Krasnow, Leonid (* 1988), russischer Bahn- und Straßenradrennfahrer
- Krasnow, Pjotr Nikolajewitsch (1869–1947), russischer Offizier, Kosakenataman und Generalleutnant der zaristischen Armee zur Zeit der Oktoberrevolution 1917Pjotr Nikolajewitsch Krasnow (1869–1947)

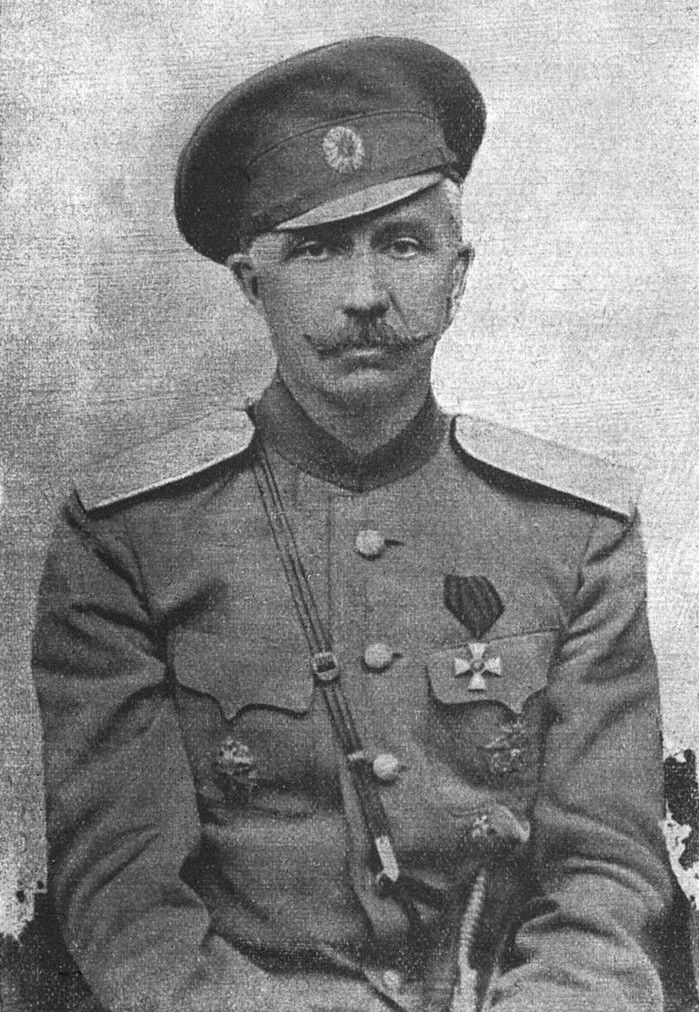
Pjotr Nikolajewitsch Krasnow (1869–1947)

- Krasnow, Wladimir Alexandrowitsch (* 1990), russischer Sprinter
- Krasnowa, Jekaterina Sergejewna (* 1988), russische Ringerin
- Krasnowa, Wera Iwanowna (* 1950), russische Eisschnellläuferin
- Krasnowski, Alexander Abramowitsch (1913–1993), russischer Biochemiker
- Krasnuschkin, Weniamin Alexejewitsch (* 1891), russischer Journalist und Schriftsteller
- Krasny, Elke (* 1965), österreichische Kulturtheoretikerin, Autorin und Kuratorin
- Krásný, František (1865–1947), tschechischer Architekt

### Kraso
- Krasoczko, Saba Zuzanna, polnische Sängerin, Improvisationsschauspielerin, Übersetzerin und Gesangspädagogin
- Krasoń, Janusz (* 1956), polnischer Politiker, Mitglied des Sejm
- Krasowska, Katarzyna (* 1968), polnische Badmintonspielerin

### Krass
- Kraß, Andreas (* 1963), deutscher Literaturwissenschaftler und Herausgeber
- Krass, Julia (* 1997), US-amerikanische Freestyle-Skisportlerin
- Krass, Manuel (* 1988), deutscher Jazzmusiker und Komponist
- Krass, Stephan (* 1951), deutscher Rundfunkredakteur und Schriftsteller
- Krass, Urte (* 1977), deutsche Kunsthistorikerin und Hochschullehrerin
- Krassa, Peter (1938–2005), österreichischer Autor
- Krassawina, Lidija Nikolajewna (* 1927), sowjetisch-russische Finanzökonomin und Hochschullehrerin
- Krässe, Friedrich August (1787–1849), deutscher Müller und Politiker, MdL
- Krasselt, Gernot (* 1950), deutscher Politiker (CDU), MdL
- Krasselt, Karl (* 1948), deutscher Fußballspieler
- Krasselt, Rudolf (1879–1954), deutscher Violoncellist und Dirigent
- Krasser, Fridolin (1863–1922), österreichischer Paläobotaniker
- Krasser, Friedrich (1818–1893), siebenbürgischer Schriftsteller und Arzt
- Krasser, Hannes (1921–2018), österreichischer Rechtsanwalt, Politiker (ÖVP), Landtagsabgeordneter und Amtsführender Stadtrat
- Krasser, Helmut (1956–2014), österreichischer Buddhologe und Tibetologe
- Krasser, Helmut (* 1959), deutscher Altphilologe
- Krasser, Peter (* 1952), österreichischer Unternehmer und Begründer sowie Leiter der gemeinnützigen Hilfsorganisation „Schule Äthiopien“
- Krasser, Robert (1882–1958), österreichischer Pädagoge und Politiker (CS)
- Krasshöfer, Horst-Dieter (* 1952), deutscher Jurist und Richter am Bundesarbeitsgericht
- Krässig, Hans A. (1919–2004), deutscher Faserchemiker
- Krassikow, Wadim Nikolajewitsch (* 1965), russischer Geheimdienstmitarbeiter und verurteilter MörderWadim Nikolajewitsch Krassikow (* 1965)

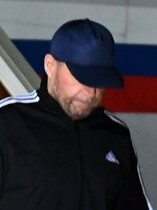
Wadim Nikolajewitsch Krassikow (* 1965)

- Krassilnikow, Jewgeni Witaljewitsch (1965–2014), sowjetischer Volleyballspieler
- Krassilnikow, Wjatscheslaw Borissowitsch (* 1991), russischer Beachvolleyballspieler
- Krassilnikowa, Xenija Wassiljewna (* 1991), russische Eiskunstläuferin
- Krassilow, Michail (* 1990), kasachischer Marathonläufer
- Krassin, Leonid Borissowitsch (1870–1926), russischer Revolutionär und Kampfgefährte Lenins
- Krassinski, Georgi Albertowitsch (1939–2011), russischer Physiker und Astronom
- Kraßmann, Klaus (* 1936), deutscher Politiker (NDPD), MdV
- Krassner, Michael (* 1971), US-amerikanischer Musiker und Komponist
- Krassnig, Dieter (* 1973), österreichischer Snowboarder
- Krassnig, Franz, österreichischer Politiker (ÖVP); Vizebürgermeister von Klagenfurt
- Krassnig, Genia (* 1991), österreichische Filmproduzentin
- Kraßnig, Rudolf (1861–1909), österreichischer Schriftsteller und Journalist
- Krassnigg, Albert (1896–1971), österreichischer Pädagoge
- Krassnigg, Anna L. (* 1970), österreichische Regisseurin, Schauspielerin, Autorin und Theaterleiterin
- Krassnitzer, Harald (* 1960), österreichischer Schauspieler und ModeratorHarald Krassnitzer (* 1960)

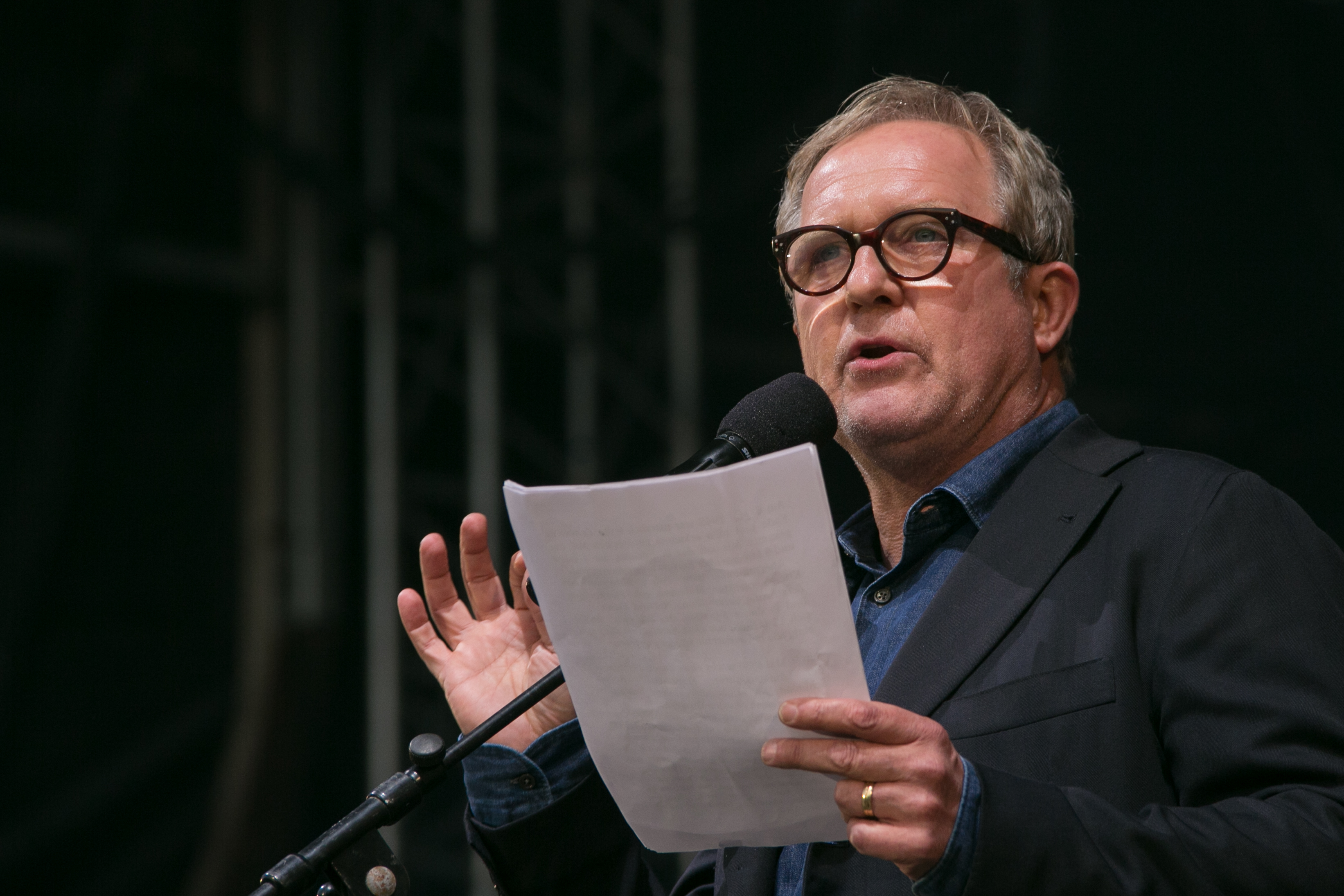
Harald Krassnitzer (* 1960)

- Krassnitzer, Isabella (* 1967), österreichische Journalistin, Radio- und Fernsehmoderatorin
- Krassnitzer, Manfred (* 1968), österreichischer Fußballschiedsrichter
- Krassnitzer, Mario (* 1975), österreichischer Fußballtorhüter
- Krassnitzer, Sepp (* 1947), österreichischer Musiker
- Kraßnitzer, Wolfgang (* 1941), österreichischer Schauspieler, Theaterregisseur und Hörspielsprecher
- Krassny, Alain de (* 1942), französischer Chemieingenieur und Unternehmer
- Krasso, Jean-Philippe (* 1997), ivorisch-französischer Fußballspieler
- Krassouskaja, Anastassija (* 1999), belarussische Schauspielerin
- Krassow, Adam Philipp von (1664–1736), General in mecklenburgischen Diensten
- Krassow, Carl Reinhold von (1812–1892), preußischer Verwaltungsbeamter und Politiker
- Krassow, Carl von (1771–1854), schwedischer Oberstleutnant und Ehrenbürger von Stralsund
- Krassow, Carl Wilhelm von (1699–1735), Diplomat in schwedischen Diensten und kaiserlicher Generalfeldwachtmeister
- Krassow, Ernst Detlof von († 1714), schwedischer General
- Krassow, Friedrich Heinrich von (1775–1844), Gutsbesitzer, Kavallerieoffizier, Provinziallandtagsabgeordneter
- Krassowska, Olena (* 1976), ukrainische Hürdenläuferin
- Krassowskaja, Tatjana Michailowna (* 1948), sowjetische bzw. russische Geoökologin und Hochschullehrerin
- Krassowski, Afanassi Iwanowitsch (1781–1843), Generaladjutant und General der Infanterie der Kaiserlich Russischen Armee
- Krassowski, Andrei Afanassjewitsch (1822–1868), Oberstleutnant der Kaiserlich Russischen Armee und ukrainischer revolutionärer Demokrat
- Krassowski, Andrei Nikolajewitsch (* 1953), russischer Mathematiker
- Krassowski, Anton Wjatscheslawowitsch (* 1975), russischer Fernsehjournalist
- Krassowski, Feodossi Nikolajewitsch (1878–1948), russischer Geodät und Mathematiker
- Krassowski, Nikolai Nikolajewitsch (1924–2012), russischer Mathematiker
- Krassowski, Stepan Akimowitsch (1897–1983), sowjetischer Marschall der Flieger und Held der Sowjetunion
- Krassowski, Witold (* 1956), polnischer Fotograf
- Krassowskyj, Mykola (* 1871), ukrainischer Chefermittler der Kiewer Polizeibehörde
- Krassowskyj, Oleksij (* 1994), ukrainischer Skilangläufer
- Krassulin, Andrei Nikolajewitsch (* 1934), russischer Künstler und Bildhauer
- Krassuzka, Anna (* 1995), ukrainische Dreispringerin
- Krassyzkyj, Fotij (1873–1944), ukrainischer Kunstmaler

### Krast
- Krastanov, Krasimir (* 1982), britischer Ringer bulgarischer Herkunft
- Krastanow, Ljubomir (1908–1977), bulgarischer Meteorologe und Geophysiker
- Krastel, Friedrich (1839–1908), deutsch-österreichischer Theaterschauspieler und -regisseur sowie Librettist
- Krastel, Josef (1899–1973), österreichischer Schauspieler und Regisseur
- Krastel, Walter (1892–1966), deutscher Vizeadmiral der Kriegsmarine
- Krastenbergs, Renārs (* 1998), lettischer Eishockeyspieler
- Krastenowa, Galena (* 2007), bulgarische Tennisspielerin
- Krastev, Ivan (* 1965), bulgarischer Politologe und PolitikberaterIvan Krastev (* 1965)

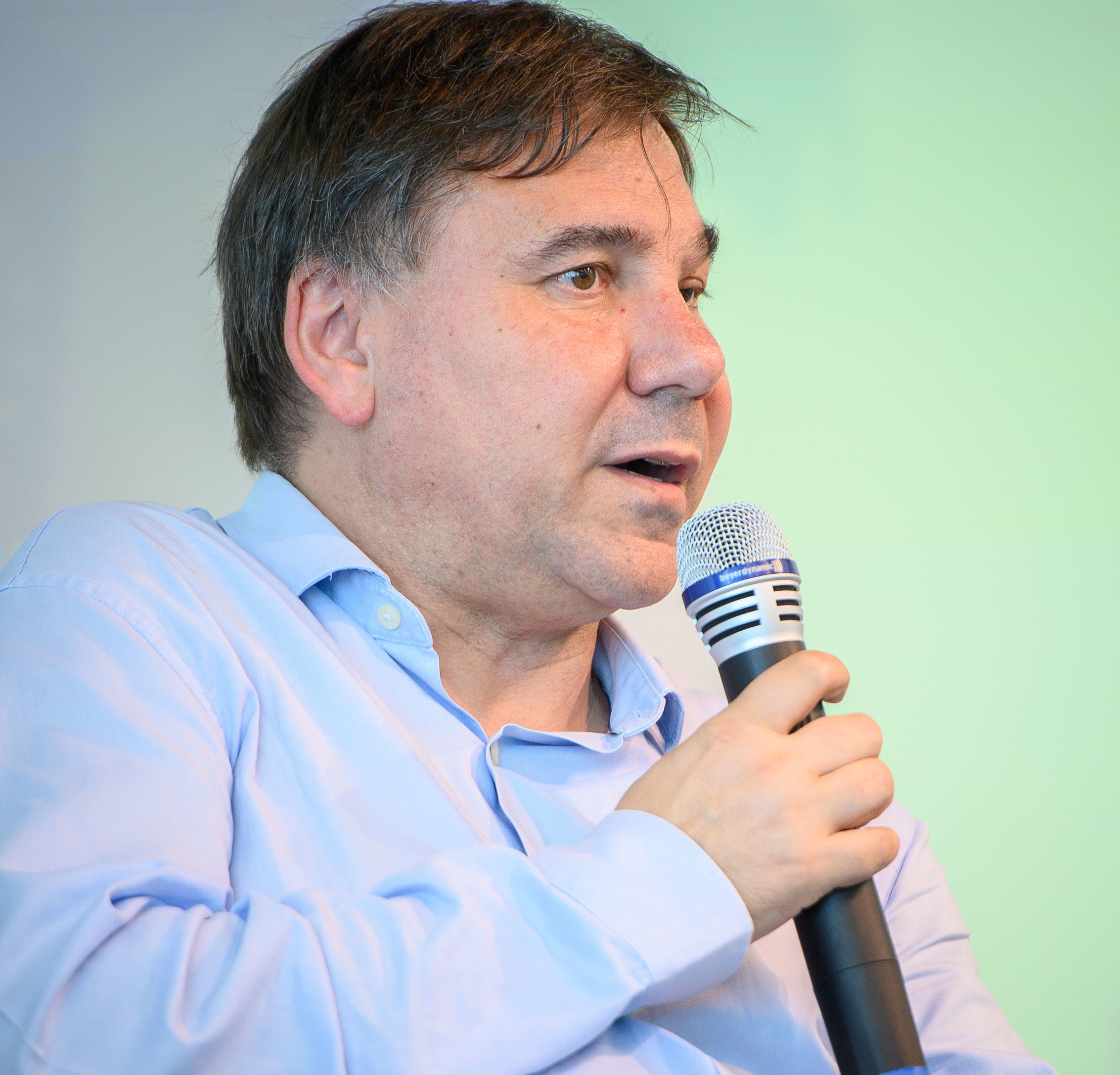
Ivan Krastev (* 1965)

- Krasteva, Neva (* 1946), bulgarische Organistin, Komponistin, Musikwissenschaftlerin und Hochschullehrerin
- Krastew, Antonio (1961–2020), bulgarischer Gewichtheber
- Krastew, Krastjo (1866–1919), bulgarischer Sprachwissenschaftler, Übersetzer und Literaturkritiker
- Krastew, Nikolaj (* 1979), bulgarischer Fußballspieler
- Krastew, Plamen (* 1958), bulgarischer Hürdenläufer
- Krastewa, Irena (* 1955), bulgarische Medienunternehmerin
- Krastewa, Stojka (* 1985), bulgarische Boxerin und Olympiasiegerin
- Krastewa, Wiwian (* 2002), bulgarische Leichtathletin
- Krastewa, Zwetana, bulgarische Biathletin
- Krastewitsch, Gawril († 1898), bulgarischer Politiker und hoher osmanischer Beamter
- Krastinow, Dimo (* 1945), bulgarischer Eishockeyspieler
- Krastl, Bernhard (* 1950), deutscher Lehrer, Bundesvorstand der Landsmannschaft der Banater Schwaben
- Krastowtschew, Enjo (* 1984), bulgarischer Fußballspieler
- Krasts, Guntars (* 1957), lettischer Politiker, Mitglied der Saeima, MdEP, Ministerpräsident

### Krasu
- Krasucki, Franciela (* 1988), brasilianische Sprinterin
- Krasucki, Henri (1924–2003), französischer Widerstandskämpfer, Gewerkschaftsfunktionär
- Krasulski, Leonard (* 1950), polnischer Politiker, Mitglied des Sejm

### Krasz
- Kraszewski, Andrzej (* 1948), polnischer Wissenschaftlicher, Umweltminister im Kabinett von Donald Tusk
- Kraszewski, Józef Ignacy (1812–1887), polnischer Schriftsteller
- Kraszewski, Roman (* 1930), polnischer Musikpädagoge, Musikkritiker und Komponist
- Kraszewski, Zbigniew Józef (1922–2004), polnischer römisch-katholischer Geistlicher, Weihbischof in Warschau-Praga
- Kraszna-Krausz, Andor (1904–1989), ungarisch-britischer Fotografiebuchverleger
- Krasznahorkai, László (* 1954), ungarischer SchriftstellerLászló Krasznahorkai (* 1954)

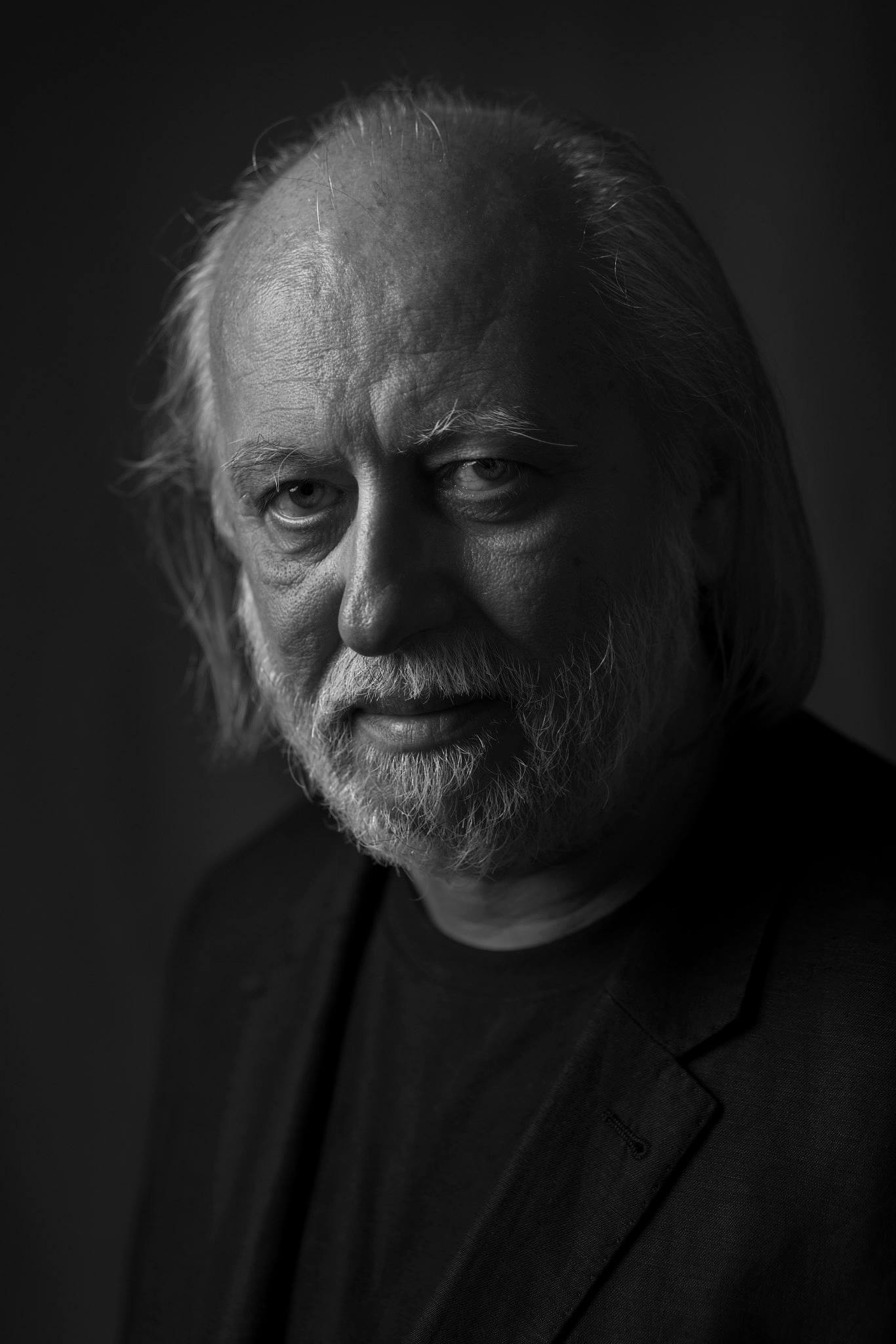
László Krasznahorkai (* 1954)

- Krasznay-Krausz, Michael (1897–1940), ungarisch-österreichischer Komponist
- Krasznec, Lucian (* 1981), deutsch-rumänischer Opernsänger (Solist) in der Stimmlage Tenor
- Kraszon, Paul (* 1918), deutscher SED-Funktionär